# Kinkimavo
De kinkimavo (Tylas eduardi) is een zangvogel uit de familie Vangidae (vanga's). Deze vogel is genoemd naar zijn ontdekker, de Engelse ornitholoog Edward Newton.

## Verspreiding en leefgebied
Deze soort is endemisch in Madagaskar en telt twee ondersoorten:
- T. e. eduardi: oostelijk Madagaskar.
- T. e. albigularis: het westelijke deel van Centraal-Madagaskar.